# 드미글라스

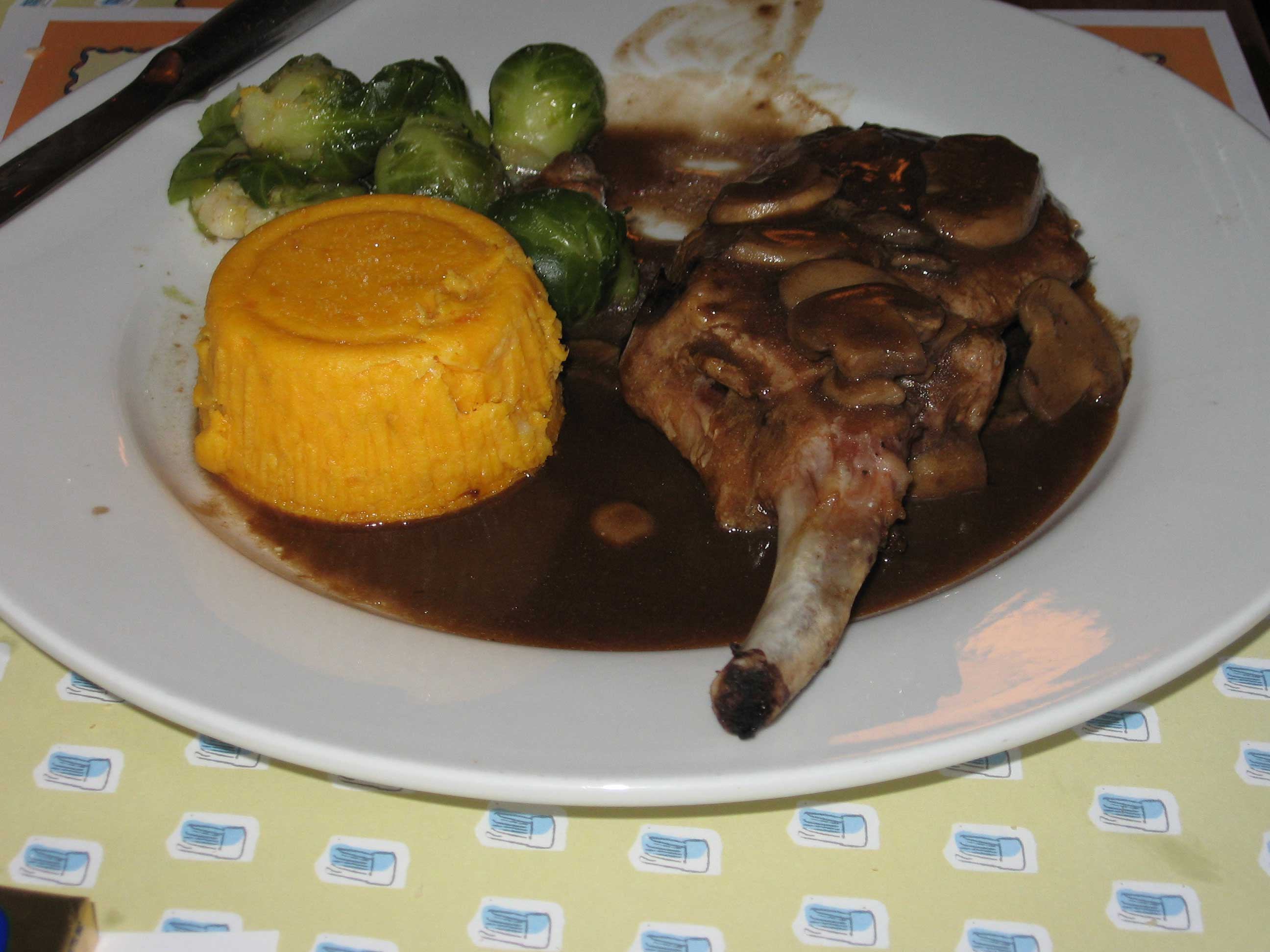
드미글라스 소스를 곁들인 폭찹

드미글라스(프랑스어: demi-glace, 영어: half glaze)는 양식 요리에서 사용되는 기본 소스 중의 하나로, 진갈색의 진한 소스이다. 프랑스 전통 요리에서 유래하였다.

## 이름
프랑스어인 'demi-glace'의 발음은 드미글라스[d(ə)mi glas]인데, 영어식으로 읽어 '데미글라스'라고 하는 경우도 많다.
여기서 드미(demi)는 반(半)이라는 뜻이다. 글라스(glace)는 보통 얼음이라는 의미이지만, 요리 이름으로 사용될 때는 '졸여 굳힌 음식' 또는 '졸이기'라는 의미가 된다. 앞의 의미에 따라 빙과류나, 녹인 설탕으로 맛을 낸 요리를 뜻하는 경우도 있다. 결국, '드미글라스 소스'는 '졸여 만든 진한 소스'라는 의미를 가진다. 일반적으로 드미그라스 소스라고 하면 브라운 소스를 바짝 졸인 소스를 의미한다.

## 만드는 법
전통적으로 드미그라스를 만드는 방법은 버터와 밀가루로 브라운 루를 만들고 토마토, 와인, 후추와 함께 잘게 부순 소뼈를 태우듯이 바짝 졸인후에 점차 육수를 부으면서 계속 졸이는 과정을 며칠간 반복하여 체로 걸러내는 것이다.  과정에서 소뼈에서 우러나오는 풍부한 맛이 소스에 진한 감칠맛을 더해 주며 요리사의 개성에 따라 넣는 채소와 조리법에 변화를 주어 독자적인 맛을 지니게 된다.